# Jamiat-e Islami
Ne doit pas être confondu avec Jamaat-e-Islami.

Drapeau du Jamiat-e Islami.

Le Jamayat-e-Islami (également orthographié Jamiat-e-Islami ou Jamiati Islami, en persan : « Société islamique »), parfois abrégé en Jamiat, est un parti politique islamiste afghan, le plus ancien du pays encore en activité. La majorité des membres du parti sont des Tadjiks venus du nord et de l'ouest de l'Afghanistan. Il a été l'un des acteurs majeurs de la résistance contre les Soviétiques lors de la première guerre d'Afghanistan, puis de la lutte anticommuniste lors de la guerre civile ayant suivi le retrait de l'Armée rouge. Burhanuddin Rabbani était le chef du parti de 1972, année de sa fondation, à 2011 et a également été président de l'État islamique d'Afghanistan de 1992 à 2001 (de facto, les talibans ayant pris le contrôle du pays en 1996, sans être reconnus par la communauté internationale).